# Контакт (фільм, 1930)
«Контакт» —український  радянський художній фільм-драма 1930 року, знятий режисером Євгеном Косухіним на студії «Українфільм».

## Сюжет
Про взаємовідносини старого і молодого покоління робітників. Старий майстер Коржов приховує від молоді професійні знання. Це викликає критику молодого робітника Павла. Відносини загострюються після того, як дочка Коржова потайки виходить заміж за Павла.

## У ролях
- Лео Негрі — Коржов/Борисов, майстер
- Тетяна Токарська — Аня, дочка Коржова
- Борис Безгін — Павло Остапенко
- Валентина Миронова — дружина Коржова
- Володимир Лісовський — Аркадій Огурцов
- Семен Грабін — Мішка Брікман
- Анна Обухович — Оля
- Дмитро Капка — епізод

## Знімальна група
- Режисер — Євген Косухін
- Сценарист — Вадим Охріменко
- Оператори — Юрій Тамарський, Юрій Вовченко
- Художник — Василь Кричевський